# Mannlgrat

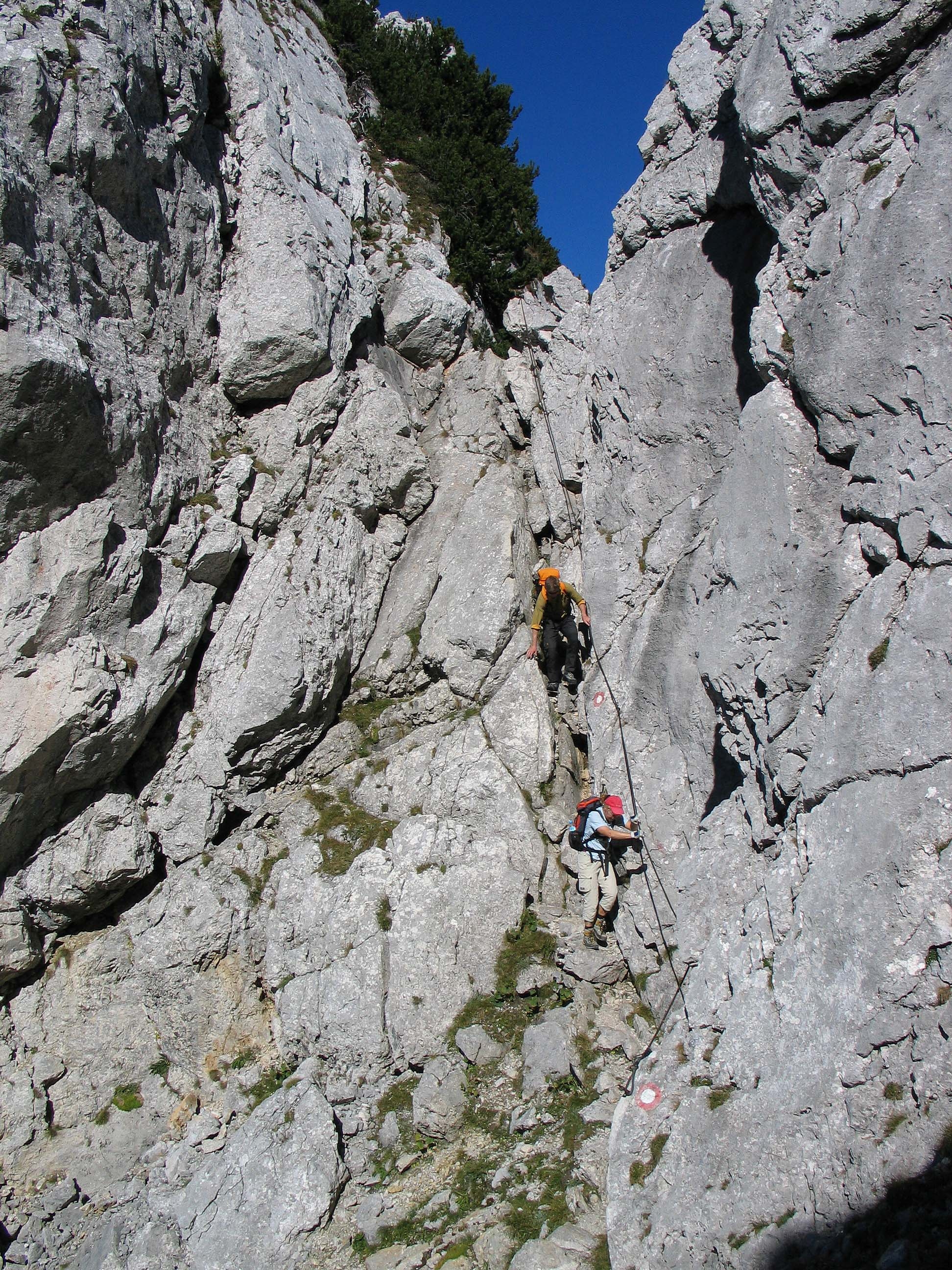
Kletterstellen am Mannlgrat

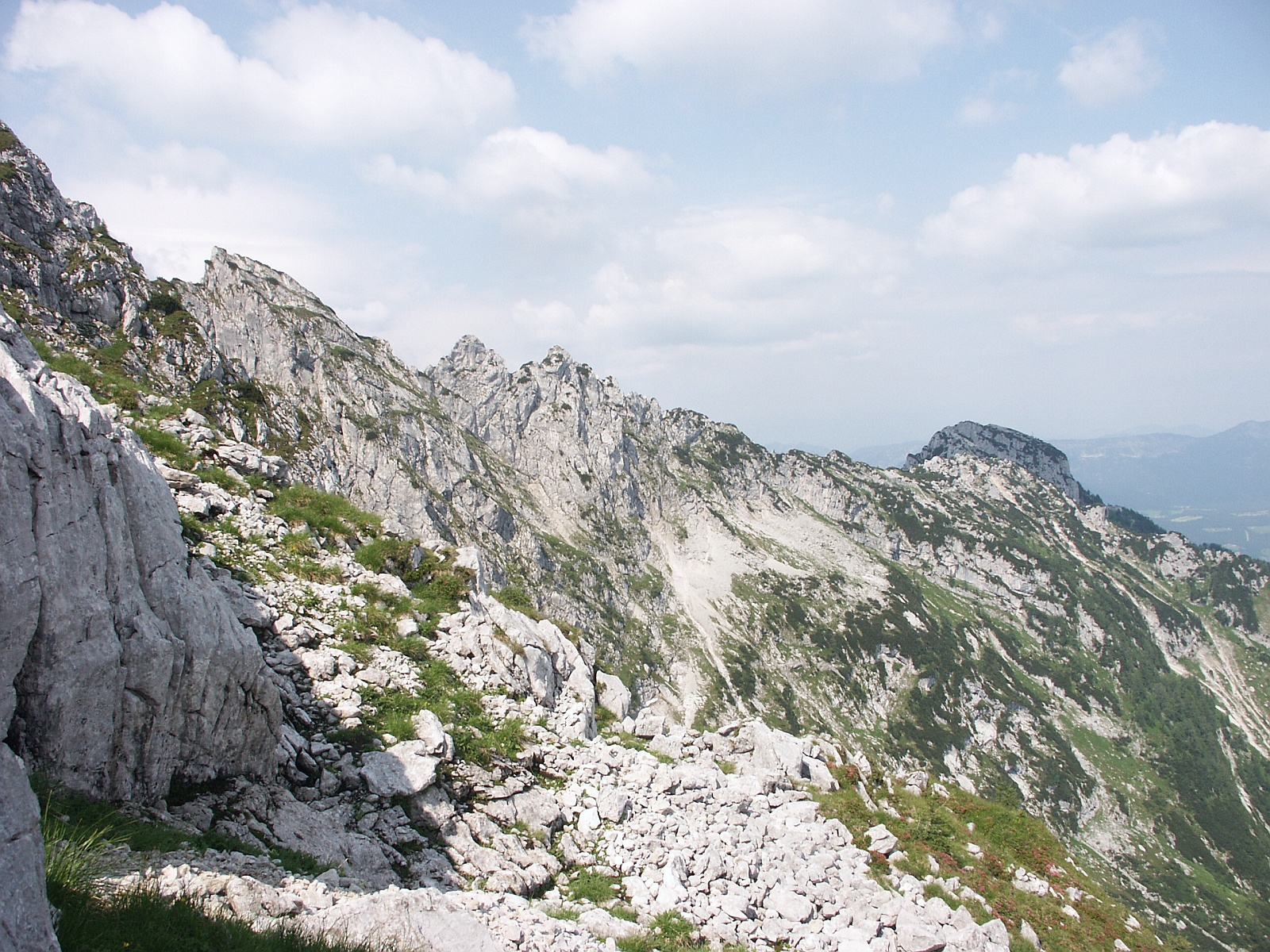
Blick vom Anstieg zum Hohen Göll auf Mannlgrat und Kehlstein

Der Mannlgrat ist der mit den Mannlköpfen durchsetzte Verbindungsgrat an der Westseite des Gölls in den Berchtesgadener Alpen zwischen dem Kehlstein (1879 m ü. NHN) und der Göllleiten am Hohen Göll (2522 m ü. NHN). Entlang dieses Grates verläuft ein bereits 1957 errichteter Klettersteig, der die Mannlköpfe umgeht.
Der Klettersteig der Kategorie B ist teilweise sehr ausgesetzt. In Verbindung mit einem Anstieg vom Obersalzberg oder einem weiteren Aufstieg zum Hohen Göll stellt er eine anspruchsvolle Tagestour dar.
Koordinaten: 47° 36′ 19,2″ N, 13° 3′ 14,1″ O